# كامل صدقي باشا
كامل صدقى باشا (1 مارس 1885 - 1946) هو النقيب العاشر لنقابة المحامين المصرية، تولى منصب وزير التجارة في مصر عام 1942، ثم تولى وزارة المالية ولم يكمل 6 أشهر حتى استُبدل بأمين عثمان باشا. وتوفى في عام 1946، أطلق اسمه على أحد الشوارع بالقرب من ميدان رمسيس، باسم شارع كامل صدقى وهو شارع الفجالة الآن.

## المناصب التي تولاها
- وكيلاً للبرلمان عام 1937.
- نقيب المحامين.
- وزيراً للتجارة والصناعة.
- عين وزيراً للمالية في 4 فبراير 1942.
- تولى رئاسة الجهاز المركزي للمحاسبات من 2 يونيو 1943 خلفاً لأمين عثمان الذي عين بدلاً منه في وزارة المالية، حتى إحالته للمعاش في 1 مارس 1945.